# تومي تود
تومي تود (بالإنجليزية: Tommy Todd)‏ (1 يونيو 1926 في المملكة المتحدة - 7 ديسمبر 2014) هو لاعب كرة قدم بريطاني (وحمل سابقاً جنسية المملكة المتحدة لبريطانيا العظمى وأيرلندا) في مركز الهجوم. لعب مع ديربي كاونتي ونادي روتشديل ونادي كرو ألكساندرا وهاميلتون أكاديميكال وإلغين سيتي ‏ ونادي أردريونيانز وStonehouse Violet F.C. ‏.